# Lỗ phun

Lỗ phun gần biển

Hang gió (lỗ phun) trong đất liền

Trong địa chất học, lỗ phun hay hang gió là một loại địa hình hình thành khi các hang bờ biển phát triển về phía đất liền và hướng lên phía trên, tạo thành những giếng thẳng đứng ăn thông với mặt đất bên trên và nước biển sẽ phun ra từ đó nếu đặc điểm hình học của hang và điều kiện thời tiết đều thích hợp.
Khái niệm này cũng dùng để chỉ một loại đối tượng địa chất hiếm gặp, trong đó không khí thổi qua một lỗ nhỏ trên mặt đất do sự khác biệt về áp suất giữa hệ thống ngầm khép kín bên dưới mặt đất và bề mặt bên trên. Các hang gió (lỗ phun) ở khu vực Tượng đài Quốc gia Wupatki (Hoa Kỳ) là ví dụ minh họa cho hiện tượng này. Người ta ước lượng rằng hệ thống lối thông hang động khép kín bên dưới mặt đất có thể tích tối thiểu là 7 tỉ mét khối. Sartor & Lamar (1962) dẫn số liệu đo lường tốc độ không khí phun ra từ một số hang gió tại khu vực Flagstaff thuộc Arizona (Hoa Kỳ), theo đó có những thời điểm tốc độ dòng khí có thể đạt 30 mph (hơn 48 km/h).

## Hình ảnh

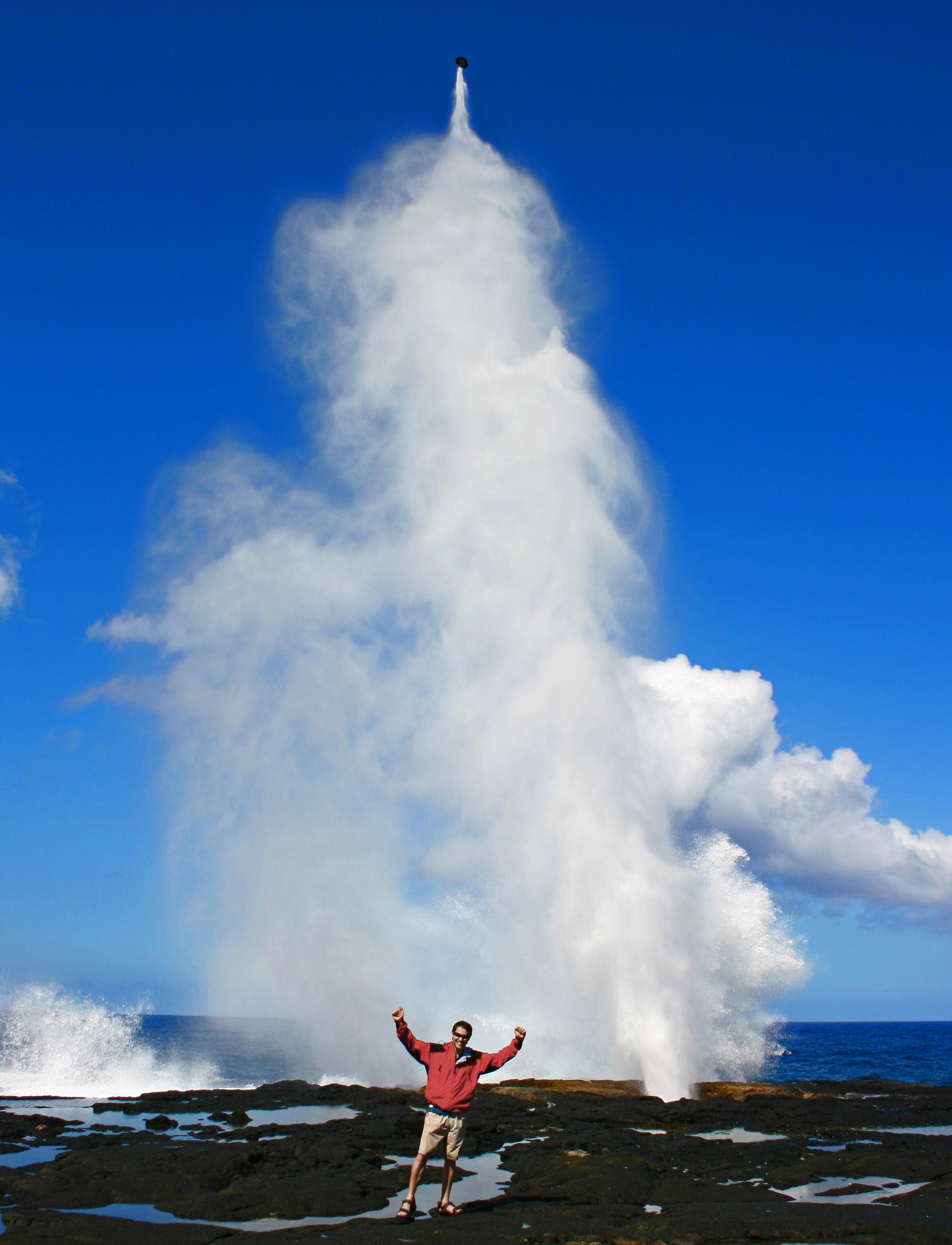
Các lỗ phun Alofaaga ở đảo Savai'i thuộc Samoa
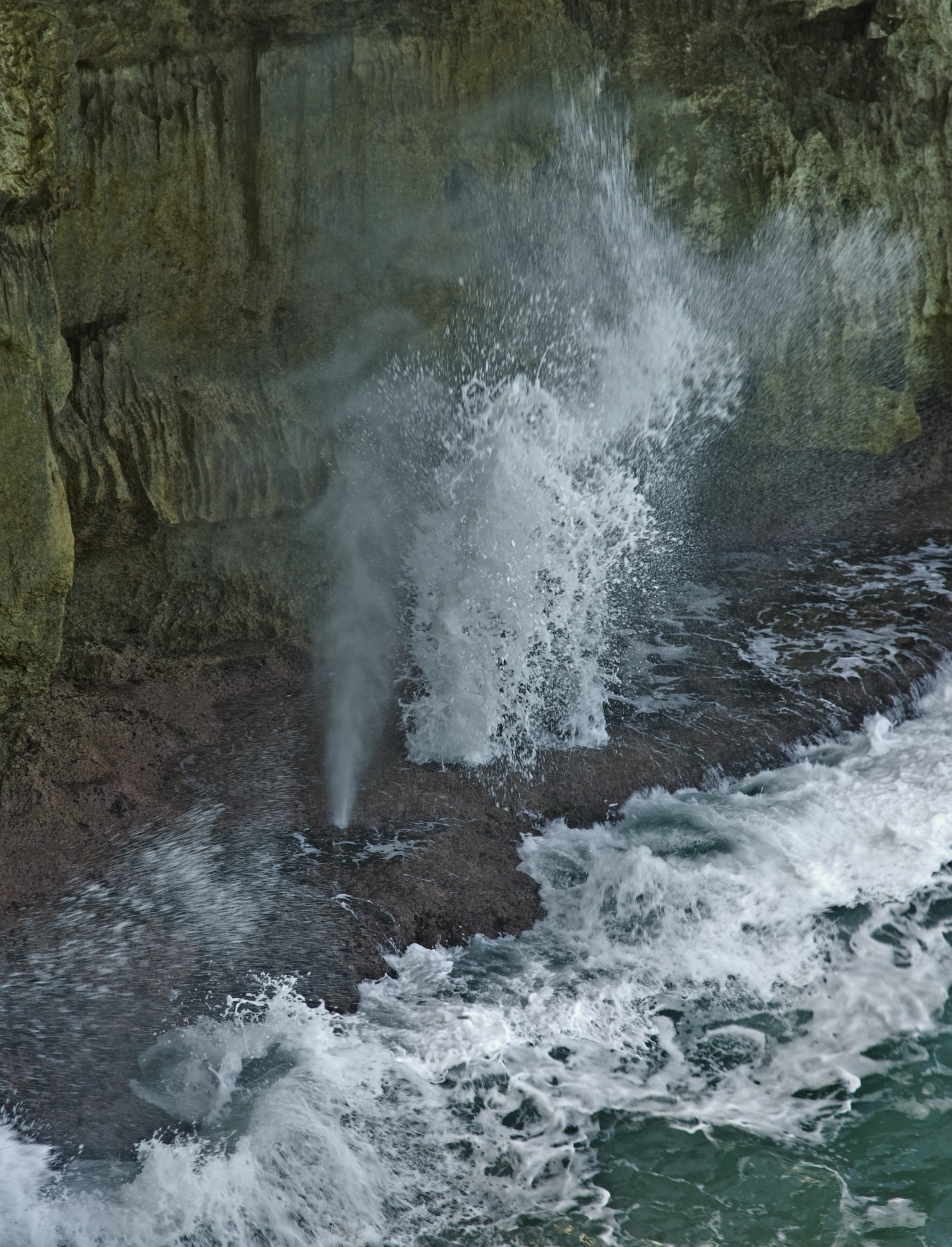
Các lỗ phun ở bờ biển phía bắc Barbados
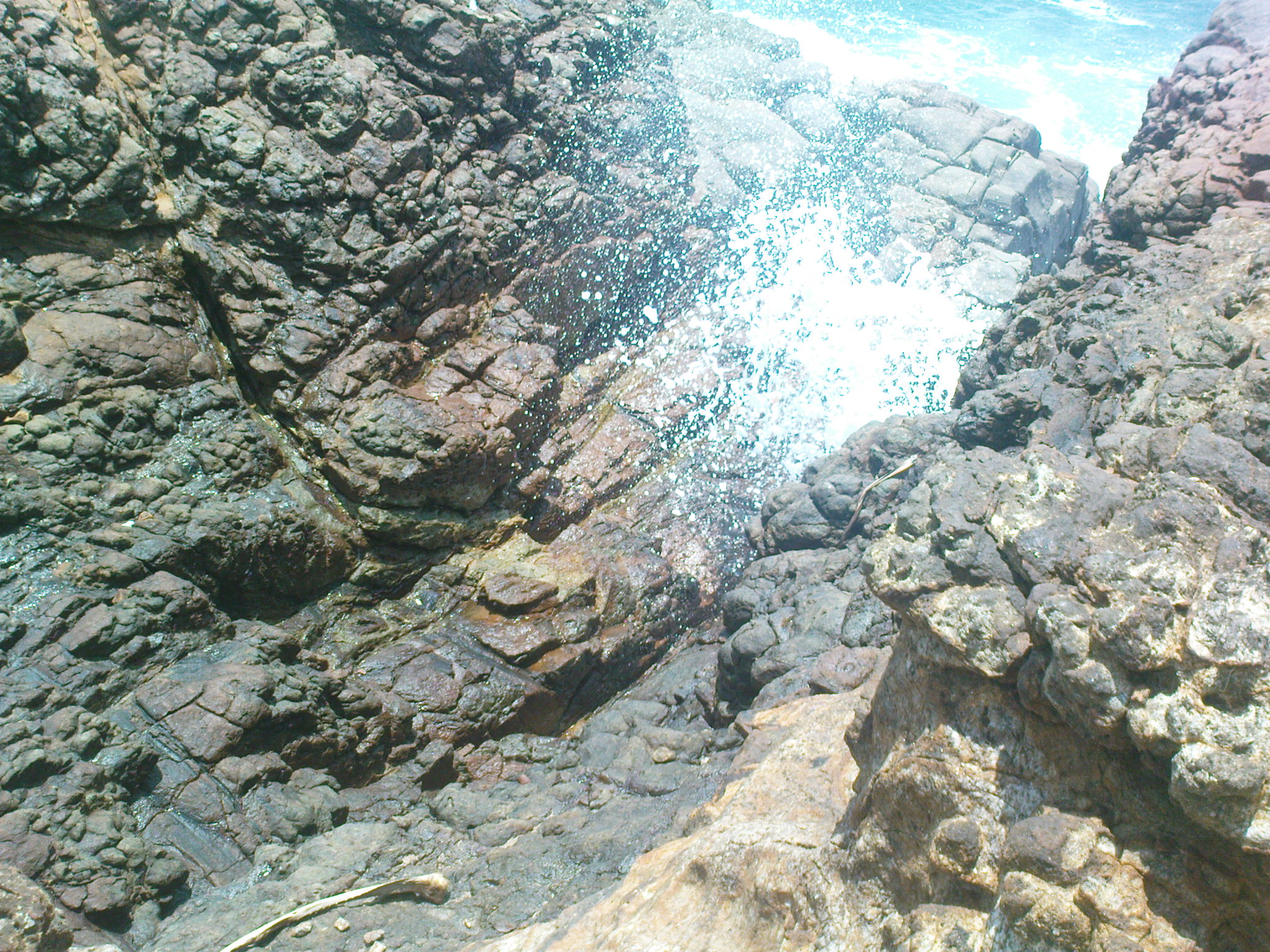
Lỗ phun có tên gọi Hummanaya ở tỉnh Miền Nam, Sri Lanka.
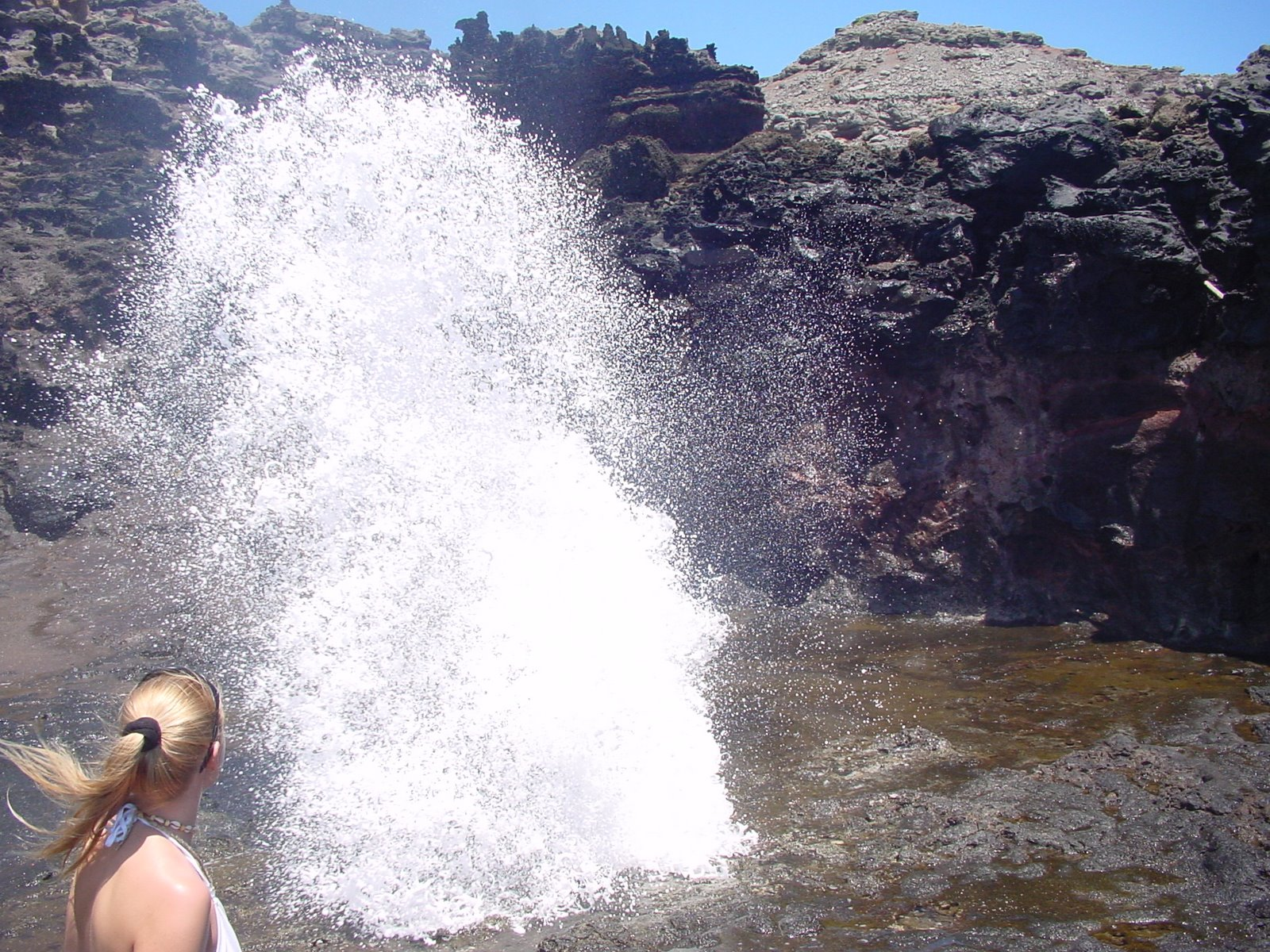
Lỗ phun Nakalele gần Nakalele Point ở phía tây bắc Maui, Hawaii.